# سد كساب
سد كَسَّاب نسبة إلى وادي كساب بالشمال التونسي، وقد أنشئ هذا السد عام 1969 على بعد 22 كلم غربي مدينة باجة.
- يبلغ ارتفاعه 57.6 متر. ويستوعب 80 مليون متر مكعب من الماء الذي يستغل أساسا لتزويد مدينة تونس بالماء الصالح للشراب، كما أقيم على سد كساب مولد كهرومائي ينتج 660 كيلواط، بما مجموعه 3.6 مليون كيلواط/ساعة سنويا.

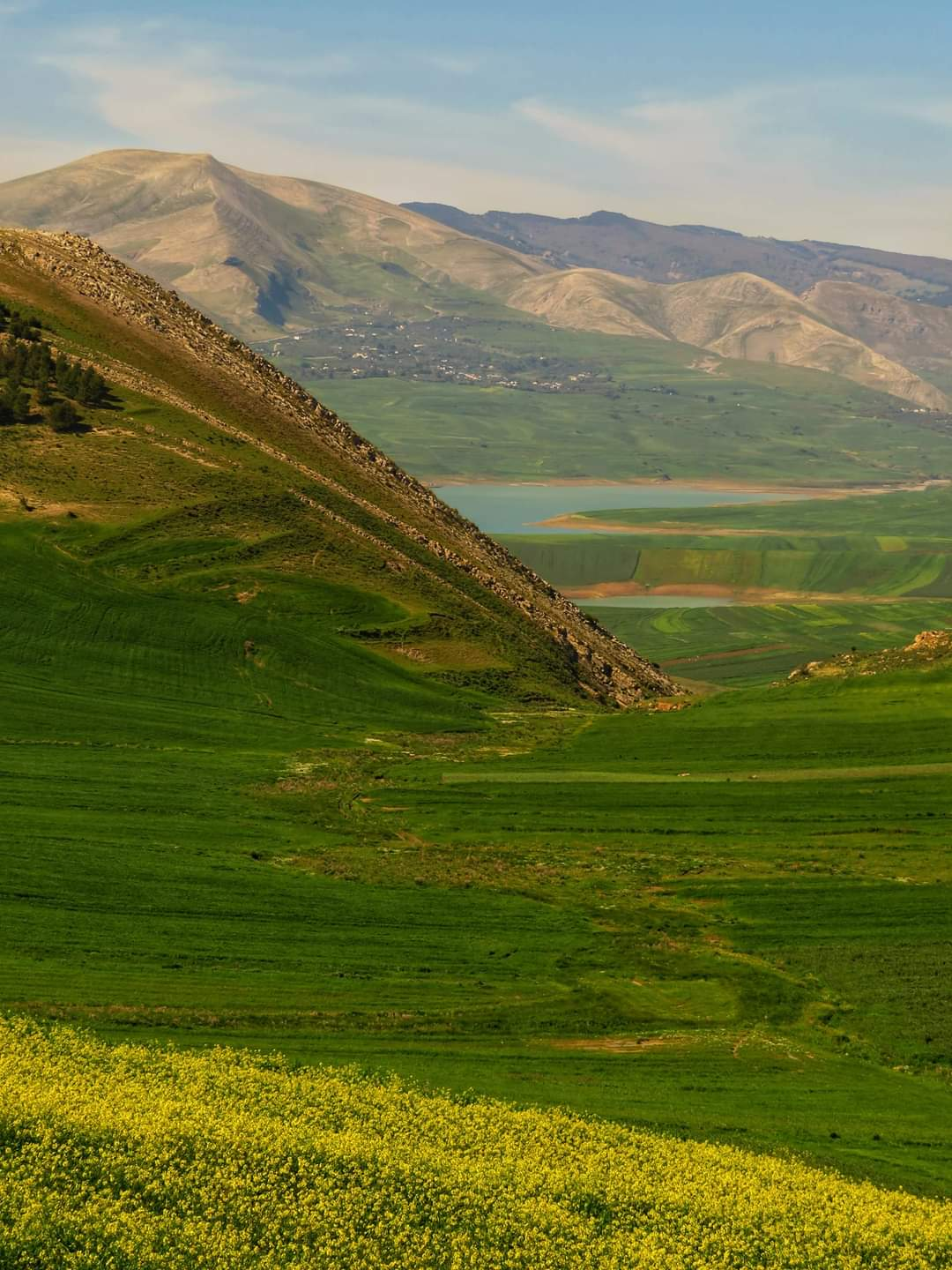
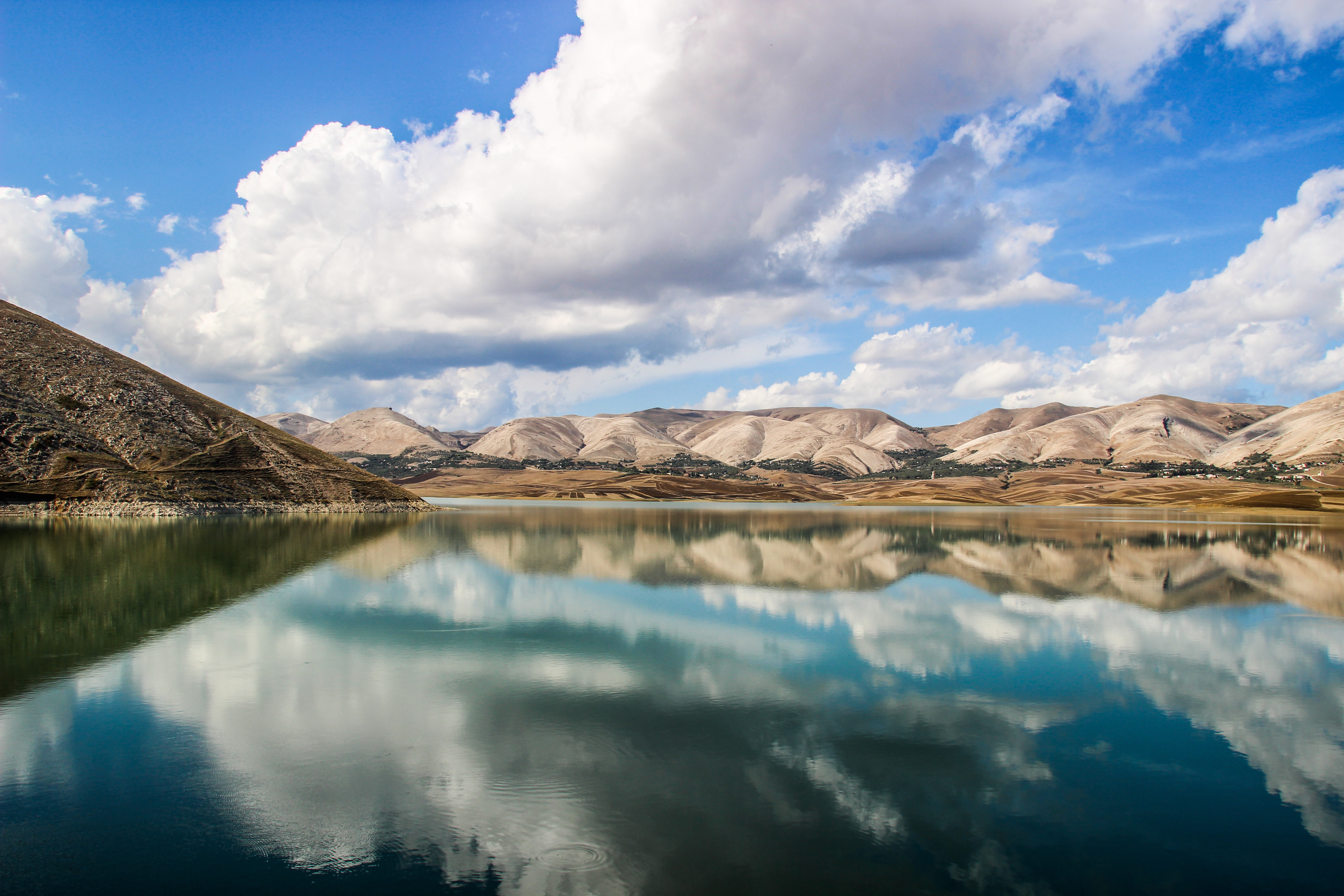